# Leben des Orest
Leben des Orest ist eine „große Oper“ in fünf Akten und acht Bildern von Ernst Krenek (op. 60). Krenek verfasste das Libretto und komponierte die Oper zwischen dem 8. August 1928 und dem 13. Mai 1929. Am 19. Januar 1930 wurde die Oper im Neuen Stadttheater Leipzig uraufgeführt.

## Handlung
Hinter geschlossenem Vorhang singt ein Chor von Sehnsucht nach einem südlichen Land. Der Vorhang hebt sich, und Anastasia berichtet auf dem belebten Palastvorplatz vom bevorstehenden Krieg. Agamemnon mahnt die Menge in kurzen Sätzen und lässt den Tumult gewaltsam zerstreuen. Aegisth unterbreitet dem König, den Vorschlag, den Göttern einen seiner Nachkommen zu opfern. Der König solle auch den Verwandten nicht damit vor der Königin in Verbindung bringen. Klytämnestra weist derweil Orest und Anastasia die Flucht nach Phokisland. Als man das Volk wieder auf den Vorplatz führt, gibt Agamemnon Orests Flucht bekannt, woraufhin sich Unruhe im Volk, das einen Verrat wittert, breit macht. Die Menschen sind nur zu beruhigen, indem der König seine Tochter als Opfer anbietet. Iphigenie wird entsprechend präpariert und vor den König geführt. Als dieser zum Schlag ausholt, verschwindet seine Tochter im Rauch. Der Vorbote eines Sturms fegt über den Platz, und das Volk zerstreut sich und singt dabei dem Frieden ein Abschiedslied.
Ein Chorus rezitiert vor verschlossenem Vorhang, wie Agamemnon für sein Gottvertrauen mit einem Wunder belohnt wurde. In Thoas’ Observatorium erzählt dieser sein Schicksal. Seit er Witwer ist, erforscht er die Naturwissenschaften und spürt nun, dass der Mond eine Inkarnation des lang ersehnten Land des Südens sende. Er hypnotisiert seine Tochter Thamar und beschwört so eine Erscheinung (Iphigenie). Thoas ahnt seine Frau und bittet die Erscheinung zu sprechen. Iphigenie fragt nach ihrem Vater. Beide sehen einander enttäuscht an. Infolge eines weiteren Zwischenspiels rezitiert der Chorus, wie Orest und Anastasia ihre Kräfte auf den Weg nach Athen verließen.

## Instrumentation
Die Orchesterbesetzung der Oper enthält die folgenden Instrumente:
- Holzbläser: zwei Flöten (beide auch Piccolo), zwei Oboen, drei Klarinetten, Bassklarinette (auch Klarinette), zwei Fagotte
- Blechbläser: zwei Hörner, drei Trompeten, zwei Posaunen, Basstuba
- Pauken, Schlagzeug: große Trommel, kleine Trommel, Rührtrommel, Becken, Kastagnetten, Tamburin, Tamtam, Holztrommel, hohe Glocken, kleiner Gong
- Klavier, Harmonium
- Banjo
- Streicher

## Werkgeschichte
Die Uraufführung am 19. Januar 1930 im Neuen Stadttheater Leipzig leitete Gustav Brecher. Zu den Sängern zählten Ernst Neubert (Agamemnon), Ilse Koegel (Elektra), Rudolf Bockelmann (Orest), Paul Beinert (Aegisth), Ernst Osterkamp (Aristobulos), Karl August Neumann (Ausrufer/Thoas) und Elisabeth Gerö (Thamar).